# 未来技研
合同会社未来技研（みらいぎけん）は、日本の機械メーカー。

## 概要
移載機をはじめとする半導体関連機械の製造・販売などを行う。
かつては正和エンジニアリングの半導体装置部としてサービスを展開していたが、2021年に独立した。

## 歴史
- 1964年（昭和39年）- 正和溶工株式会社創業
- 1989年（昭和64年）- 正和エンジニアリング株式会社設立（産業機器事業部と半導体装置部の2事業部制として、正和溶工株式会社より分社独立）
- 1993年（平成5年）
  - 「薄板部材の移載装置及びその移載方法」特許申請　特開平06-219510（ソニー株式会社との共同出願）
  - 「薄板部材の移載用リフト」特許申請　特開平06-
  - 「薄板部品の移載装置及びその移載方法」特許申請　特開平06-227615（ソニー株式会社との共同出願）
  - 「基板洗浄装置」特許申請　特開平6-2755877（ソニー株式会社との共同出願）
- 2021年（令和3年）- 合同会社未来技研が正和エンジニアリング株式会社半導体装置部の事業を継承し、事業を開始　※以降、現在にいたるまで全資本を保有する完全独立企業

## 製品
- ウエハー移載機
- UV洗浄機
- エキスパンダー（全自動延伸カット機）